# Gasherbrum II
Gasherbrum II (også kendt som K4) er et 8.035 moh. højt bjerg, som er verdens trettende højeste, og det femte højeste i Pakistan. Det ligger Baltistan-regionen tæt ved grænsen til Kina. Det er den tredje højeste top i Gasherbrum-massivet i Karakoram-kæden i Himalaya.
Gasherbrum II bliver anset for at være en af de letteste toppe på over 8.000 meter at bestige. Bjerget blev besteget første gang 8. juli 1956 af en Østrigsk ekspedition.